# Марс-75
РНС «Марс-75» — радянська довгохвильова фазова багаточастотна різницево-дальномірна радіонавігаційна система (РДРНС) з часовою селекцією сигналів. Всього було розгорнуто шість ланцюгів РНС «Марс-75»: три на Далекому Сході — Охотського моря (№ 6402), Камчатсько-Курильський (№ 6408), Японського моря (№ 6409), а також Баренцева (№ 1422), Балтійського (№ 2403) і Чорного (№ 3407) морів на заході. Чорноморський ланцюг, який обслуговував судноплавство в акваторіях Чорного та Азовського морів, до 1993 року включав чотири станції у Кілії, на мисі Тарханкут, в Генічеську і Геленджику.

## Принцип дії і технічні характеристики
Стандартний ланцюжок «Марс-75» складався з трьох-чотирьох передавачів, один з яких — ведучий, інші — ведені. Система «Марс-75» різницево-дальномірна, тобто навігаційним параметром є різниця відстаней від точки прийому до ведучої і веденої станцій відповідно, а лінією положення є гіпербола; місце на карті визначається при перетині двох-трьох гіпербол. Принцип роботи системи заснований на виділенні синтезованих імпульсів сигналів ведучої станції і кожної з ведених та вимірюванні часового інтервалу між ними, відповідного різниці відстаней між ведучою і веденою станціями. Базові відстані між станціями — до 1200 км. Розгорнутий ланцюг РНС «Марс-75» забезпечував робочу зону до 6000 км².
Діапазон випромінюваних частот РНС «Марс-75» — 64-92 кГц, потужність випромінювання передавачів — 8-25 Вт. Дальність дії РНС залежно від умов поширення радіохвиль і довжини бази між станціями зазвичай складала до 1000 км від станцій з середньою квадратичною похибкою визначення місця судна ± 60-350 метрів залежно від геометричного фактора в будь-який час доби.
Імпульсний сигнал, що випромінювався кожною з станцій ланцюга «Марс-75», складався з 23-х частотних компонент, рознесених по частоті на 22 кГц загальною тривалістю 136 мс. При цьому, ведуча станція на початку кожного циклу додатково випромінювала двокомпонентний командний сигнал загальною тривалістю 180 мс для перевірки готовності ведених станцій. Якщо до складу ланцюга входило не дві, а три ведених станції, остання працювала разом з двома першими, але випромінювала частотні компоненти в зворотній послідовності, що забезпечувало селекцію її сигналів без подовження циклу випромінювання всієї системи. Усі частотні компоненти випромінювалися з однаковими амплітудами, для чого в передавачах кожна компонента після формування множилася на відповідний множник — коефіцієнт спектру. В корабельному приймачі відбувалося зворотнє перетворення — прийняті компоненти відновлювалися по амплітудам множенням на відповідні коефіцієнти і складалися. В результаті перетворень синтезувався імпульсний сигнал, який повторювався з частотою повторення кожної компоненти. Положення синтезуємого імпульсу в часі визначалося фазами гармонік, а вони, в свою чергу, віддаленням корабля чи судна від відповідної станції РНС. Таке перетворення приймаємих сигналів здійснювалося по кожній станції. Потім в приймально-індикаторній апаратурі вимірювався часовий інтервал між синтезованими імпульсами ведучої і ведених станцій. Наприкінці в прийомоіндикаторі здійснювався кореляційний аналіз прийнятих сигналів, що дозволяло в 23 рази (по кількості частотних компонент) точніше виміряти часову затримку і, відповідно, визначити точку місця судна.
РНС «Марс-75» була введена в експлуатацію починаючи з 1976 року. Втім до початку ХХІ сторіччя практично усі ланцюги системи припинили активну роботу через вироблення технічного ресурсу. У 2016 році Міністерство оборони Російської Федерації заявило про початок розробки нової радіонавігаційної системи для ВМФ, яка має замінити радянську РНС «Марс-75». Заявлена РНС «Неман-М», має бути інтегрована з супутниковою системою ГЛОНАСС і забезпечувати точне позиціонування не тільки надводних кораблів, а й підводних човнів, у тому числі при плаванні під кригою аж до Північного полюса включно.

## Чорноморський ланцюг РНС «Марс-75». Конфлікт довкола станції в Генічеську
Чорноморський ланцюг радіонавігаційної системи «Марс-75», який обслуговував судноплавство в акваторіях Чорного та Азовського морів, був введений в експлуатацію у 1984 році. Система складалася з ведучої станції на мисі Тарханкут, 1-ї веденої у Кілії, 2-ї веденої у Геленджику і контрольно-вимірювальної станції на мисі Херсонес. У січні 1992 року введена в дію 3-я ведена станція в Генічеську, а у 1993 році станція в Кілії була передана на баланс Міністерству транспорту України і утилізована. Станом на 2007 рік Чорноморський ланцюг РНС функціював у трьохстанційному варіанті і покривав 70 % акваторії Чорного моря і 100 % Азовського.
Згідно з постановою Кабінету Міністрів України від 17 серпня 1998 року, станція РНС «Марс-75» в Генічеську, на яку Чорноморський флот Росії згідно з двосторонньою угодою про базування Російського флоту на українській території не мав ніяких прав, була передана в сферу управління Міністерства транспорту України. 30 грудня 1998 року гідрографічне обладнання було закріплене за Севастопольським державним гідрографічним підприємством ДП «Держгідрографія». Рішення українського уряду було проігнороване — ЧФ РФ продовжував її використовувати як свою власну.
14 серпня 2002 року Генеральна прокуратура України звернулася до Господарського суду Херсонської області з позовом про вилучення майна РНС «Марс-75» у місті Генічеськ з незаконного володіння Гідрографічної служби Чорноморського флоту РФ (в/ч 49385). 11 лютого 2003 року Господарський суд Херсонської області постановив вилучити станцію «Марс-75» у Міністерства оборони РФ в особі військової частини 49385 Чорноморського флоту і передати її Міністерству транспорту України в особі ДП «Держгідрографія». Рішення українського суду не стало для ЧФ РФ підставою для припинення своєї незаконної господарської діяльності на території України — станція продовжувала експлуатуватись, але вже під охороною російської морської піхоти. Протягом 2005—2008 років Державна виконавча служба України декілька разів робила спроби вручити командуванню російської частини постанову про примусове вилучення станції «Марс-75» з підпорядкування в/ч 49385 ЧФ РФ, проте озброєні російські військові навіть не допускали представників виконавчої служби на територію. Події супроводжувалися пікетуванням об'єкту громадськістю («Студентське братство» та ін.), росіяни зі свого боку привозили з Севастополя активістів «Руського блоку».
Представники Чорноморського флоту Росії обґрунтовували свою позицію тим, що рішення Господарського суду Херсонської області про вилучення гідрографічного обладнання «суперечить базовим угодам щодо Чорноморського флоту і не може бути виконаним». За версією російського командування, судових виконавців не допускали на територію гідрографічного об'єкта на підставі того, що згадана російсько-українська угода 1997 року є «міждержавною і визначає порядок рішення майнових питань лише в рамках двосторонньої комісії». Командування Чорноморського флоту Росії також «вживало заходів для забезпечення цілісності навігаційно-гідрографічних об'єктів», посилюючи їх охорону підрозділами 810-ї бригади морської піхоти.
Приблизно за місяць до початку воєнної операції з окупації Криму російські військові покинули станцію «Марс-75» в Генічеську, а 26 березня 2014 року її взяли під контроль військові Збройних Сил України.

## Нотатка
1. ↑  Згідно з нормами Конвенції ООН з морського права від 1982 року Україна має в державному управлінні морські внутрішні води і територіальне море, а також виключну (морську) економічну зону та несе відповідальність за забезпечення безпеки судноплавства в них. Функції гідрографічного забезпечення в цих водах за часів існування СРСР виконувала Гідрографічна служба Чорноморського флоту. Після відновлення незалежності України Кабінет Міністрів у 1994 році задля управління навігаційно-гідрографічним забезпеченням мореплавства, які передусім потрібні для транспортного і промислового флоту, створив Національне агентство морських досліджень і технологій (НАМДіТ), яке згодом було реорганізоване в державну установу «Держгідрографія». Саме через те, що, відповідно до положень міжнародного морського права, за навігаційно-гідрографічне забезпечення в своїй акваторії несе Україна, питання поділу навігаційно-гідрографічного обладнання не було включене до Угоди між Україною і Російською Федерацією про параметри поділу Чорноморського флоту 1997 року і мало регулюватись окремою угодою. Втім, остання так і не була підписана через саботаж російською стороною.
— Юрий Лещенко. Мутная гидрография: некоторые комментарии к статье Виктора Гвозденко «Камень преткновения». // «Чорноморська безпека». — 2006. — № 1 (3). — С. 18-25. Процитовано 2 грудня 2019.